# 郭忠恕

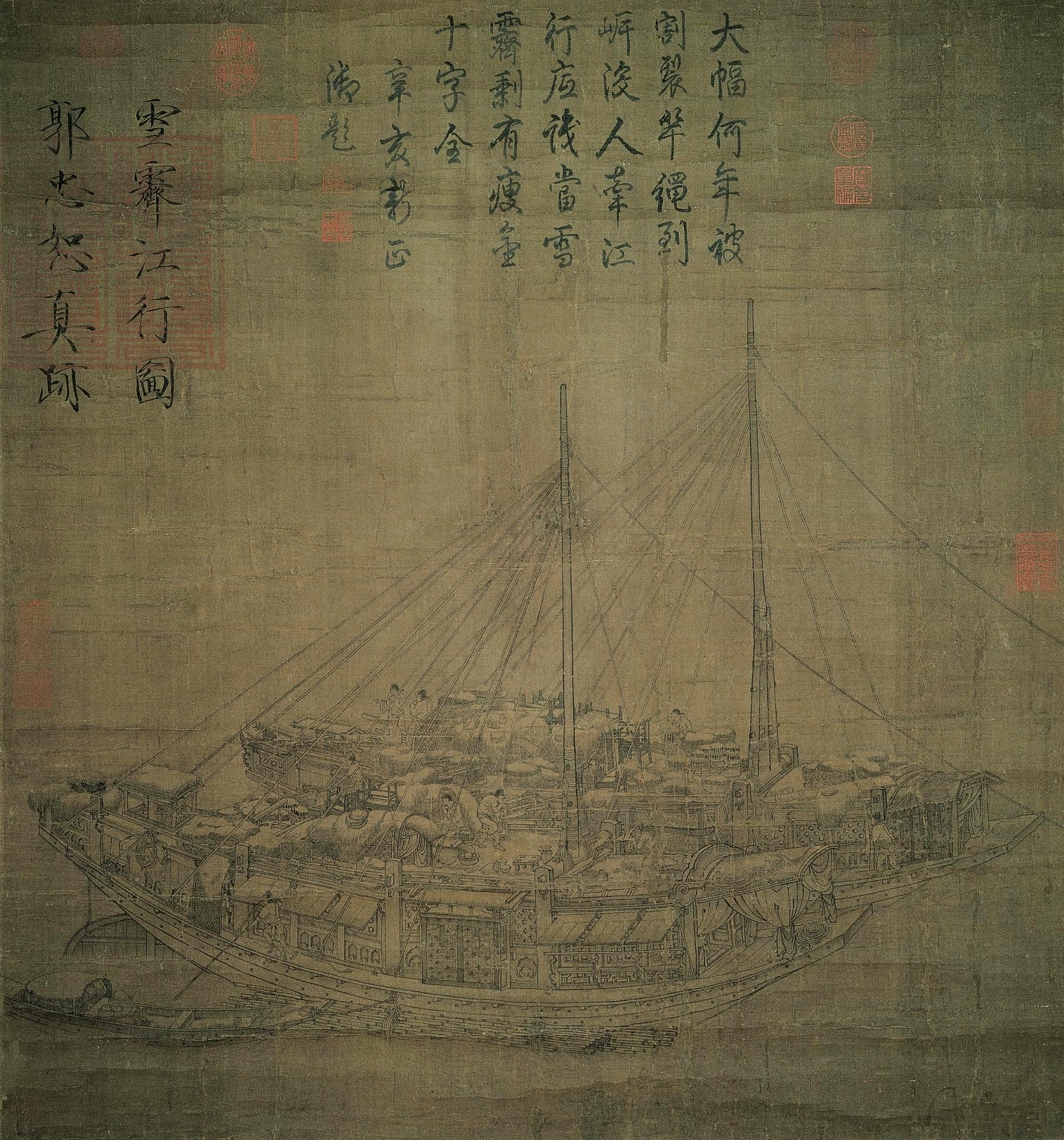
雪霽江行

郭 忠恕（かく ちゅうじょ、拼音: Guō Zhōngshù, ウェード式: Kuo Chung-shu, 生年不詳 - 977年）は、中国北宋の画家。字は恕先（じょせん）。河南府洛陽県の出身。風景・建造物の絵で著名。文字学を研究する一方、新たな画風を開いた。